# California (Mountain View)
California is een merk van motorfietsen.
California Customs, Mountain View, California.
Een van de vele Amerikaanse bedrijven die motorfietsen maken op basis van S&S-motorblokken.
- Er was nog een merk met de naam California, zie California (San Francisco).